# 多賀英典
多賀英典（日语：／ Taga Hidenori，1943年3月1日—），日本男性音樂製作人、電影製作人，也是Kitty集團的創始人，其集團公司包括Kitty Records和Kitty film。

## 來歷、人物
多賀英典出生於日治臺灣。之後移居日本神奈川縣橫濱市。1966年橫濱市立大學商學院畢業後，加入了寶麗多公司。作為音樂總監和製作人，他是一位傳奇製作人，曾與小椋佳和井上陽水合作過，並製作了全黑膠唱片（模擬唱片）總產量中排名前5名專輯中的3張。尤其是他對井上陽水的影響很大，歌曲的歌名就是多賀命名的。1972年10月獨立，成立Kitty Music Corporation。除了音樂之外，他也參與了許多電影的製作，從《接近無限透明的藍》開始，以及《馬可波羅的冒険》、《福星小子》、《相聚一刻》、《亂馬½》、《YAWARA！》、《銀河英雄傳說》等動畫，也曾參與《飛翔的情侶》等電視劇。1992年4月4日，他因賭博被捕，並離開了Kitty。之後，我那霸美奈、松隆子也參與了製作。
目前，他是Kitty集團的董事長，該集團包括Kitty和Kitty Entertainment集團公司。

## 公司
由於小椋佳和井上陽水的成功，他們從寶麗多獨立出來，並於1972年10月成立了「Kitty Music Corporation」。公司名稱後來改為「Kitty Enterprises」。其子公司有以下公司。
- Kitty Enterprises株式會社（Kitty Records的主唱片製作、音樂、視訊媒體發行商）
- 株式會社Kitty film（視訊製作公司）
  - 株式會社5-ACE（視訊媒體發行商）
- 株式會社Kitty Artist（藝能製作公司）
- 株式會社Kitty Video（視訊銷售）
- KRS Studio（錄音工作室。現青葉台工作室）
- Studio Keystone
- Kitty伊豆工作室 （日本第一間度假村錄音室）
- 株式會社MIX（錄音工程公司）
- 株式會社Commercial Gang of Kitty（動畫製作宣傳、後期製作）
- 旗亭（烤雞肉串餐廳）

據說Kitty是5位創始人名字的首字母。
1995年，公司主要業務Kitty Enterprises被多賀的舊公司寶麗多的母公司寶麗金株式會社收購，並更名為寶麗金音樂日本。同時，Kitty集團將成為核心公司。
1999年，寶麗金音樂日本將其製作部門與寶麗金直屬的水星音樂娛樂合併，成為Kitty MME。 「Kitty MME」是多賀離開Kitty後留下的公司，由曾擔任南佳孝等人製作人的高久光雄擔任社長。寶麗金最終併入環球音樂旗下的日本分公司並更名為「環球J」，但在2003年，一個名為Kitty Mercury的廠牌被編入環球西格瑪內部，並被分離出來，勉強維持了Kitty MME的流動。2005年之後，所屬的藝人大多被轉移到環球西格瑪旗下的A&M RECORDS。Kitty廠牌就此從日本音樂市場消失，但隨著Kitty Entertainment的《Kitty Connection 20th Century》於2013年發行時，Kitty又重新復活。
截至2023年5月，Kitty集團企業包括處理經紀公司機能的株式會社Kitty、株式會社Kitty Entertainment、株式會社Kitty Publishing/Kitty伊豆工作室。

## 提攜過的藝人
- RC SUCCESSION（日语：RCサクセション）
- 安全地帶
- 井上陽水
- 上田正樹（日语：上田正樹）
- H2O
- 小椋佳
- 加藤登紀子
- 我那霸美奈（日语：我那覇美奈）
- 卡門·真希（英语：Carmen Maki）
- 來生孝夫（日语：来生たかお）
- 清水宏次朗（日语：清水宏次朗）
- 高中正義（日语：高中正義）
- SENTIMENTAL CITY ROMANCE（日语：センチメンタル・シティ・ロマンス）
- 高田真樹子（日语：高田真樹子）
- 原江梨子（日语：原めぐみ）
- 原田知世
- HIKOHKI
- 松隆子
- 藥師丸博子
- 高橋洋子
- SNoW（日语：SNoW）
- 龜友香
- 若山富三郎

etc…

## 代表作

### 電影
- 接近無限透明的藍（日语：限りなく透明に近いブルー）
- 盜日者（日语：太陽を盗んだ男）
- 飛翔的情侶（日语：翔んだカップル#映画版）
- 劇場版 小麻煩千惠
- 水手服與機關槍 (1981年版)
- 美雪、美雪
- 別擔心，我的朋友（日语：だいじょうぶマイ・フレンド）
- 福星小子系列
- 普魯士藍的肖像（日语：プルシアンブルーの肖像）（首部導演作品）—兼任製作
- 兒時的點點滴滴（音樂總製作人）[注 1]

### OVA
- 銀河英雄傳說
- 創龍傳

## 受獎歷
- Élan d'or（日语：エランドール賞）協會獎（1987年）

## 腳註

## 外部連結
- 多賀英典 （页面存档备份，存于） （日語）—KINENOTE
- 多賀英典 （日語）－電視劇檔案資料庫（日语：テレビドラマデータベース）
- Hidenori Taga在互联网电影资料库（IMDb）上的資料（英文）
- 多賀英典 （页面存档备份，存于） （日語）—MOVIE WALKER PRESS（日语：MOVIE WALKER PRESS）